# Эрпениус, Томас
Томас Эрпениус, также Томас ван Эрпен (лат. Thomas Erpenius, нидерл. Thomas van Erpen, 11 сентября 1584 или 9 сентября 1584, Горинхем, Южная Голландия — 13 ноября 1624[…], Лейден, графство Голландия) — нидерландский востоковед и теолог.

## Биография
Т. Эрпениус изучал в Лейденском университете теологию, затем — языки народов Ближнего и Среднего Востока. После окончания учёбы много путешествовал, посетил Англию, Францию, Германию и Италию. Вернувшись в 1612 году на родину, Эрпениус становится в феврале 1613 профессором по восточным языкам при Лейденском университете и позднее занимает пост официального переводчика при правительстве Генеральных штатов (Нидерландов). Эрпениус основал в Лейдене типографию на арабском языке, которая после его смерти была продана вдовой Эрпениуса, Якоминой Баус, братьям Бонавентуре и Абрахаму Эльзевирам, преобразовавшим её в «Ближневосточную типографию». Сам учёный готовил издание Корана с транскрипцией и комментариями на латинском языке. В 1625 году кафедру востоковедения в Лейденском университете возглавляет ученик Эрпениуса, Я. Голиус. Его учеником был также К. Эмперер.

## Избранные работы
- Арабская грамматика: Thomae Erpenii Grammatica Arabica: Ab autore emendata & aucta; Cui Accedunt Locmanni Fabulae, Et Adagia Quaedam Arabum; Ab eodem autore cum Latina versione pridem edita; at nunc vocalibus & notis orthographicis illustrata. Amsterdam: Jansonius, 1636.
- Proverbiorum arabicorum centuriae duae (2. Aufl. 1623),
- Historia Saracenica: qua res gestae Muslimorum, inde a Muhammede … usque ad initium Atabacasi per XLIX imperatorum sacessionem fidelissime explicantur … / Arabice olim enarata a Gg. Elmacino … et latine reddita opera ac studio Thomae Erpenii [Mikroform]. Leiden 1625.
- Rudimenta Linguae Arabicae. (многочисленные переиздания на различных языках — немецком, французском и др.).
- Грамматика древнееврейского языка: Thom. Erpenii Grammaticae Ebraeae Generalis. Leiden 1627.